# Myrkvastmossa
Myrkvastmossa (Dicranum undulatum) är en bladmossart som beskrevs av Schrader och Bridel 1801. Myrkvastmossa ingår i släktet kvastmossor, och familjen Dicranaceae. Arten är reproducerande i Sverige. Inga underarter finns listade i Catalogue of Life.

## Bildgalleri

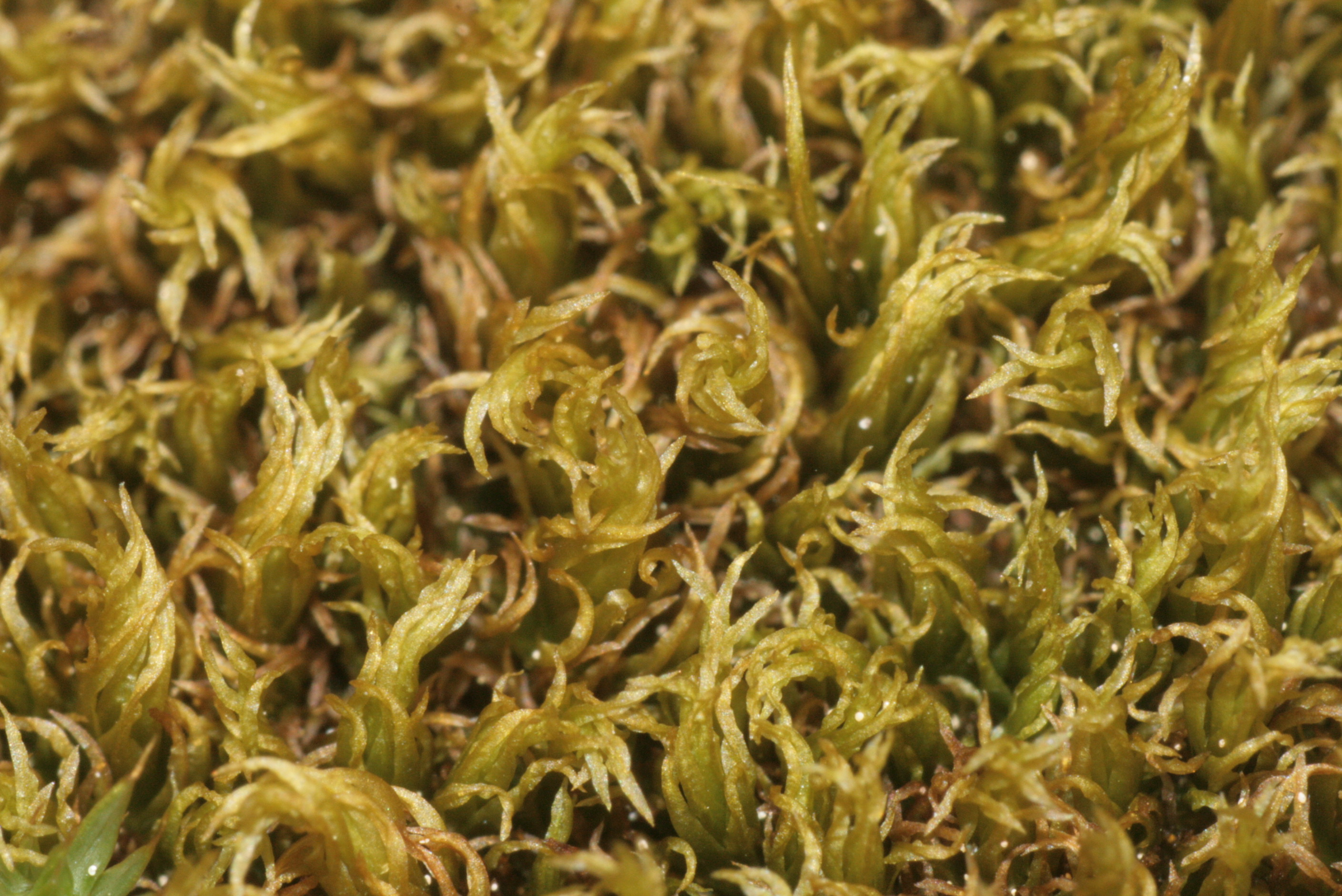
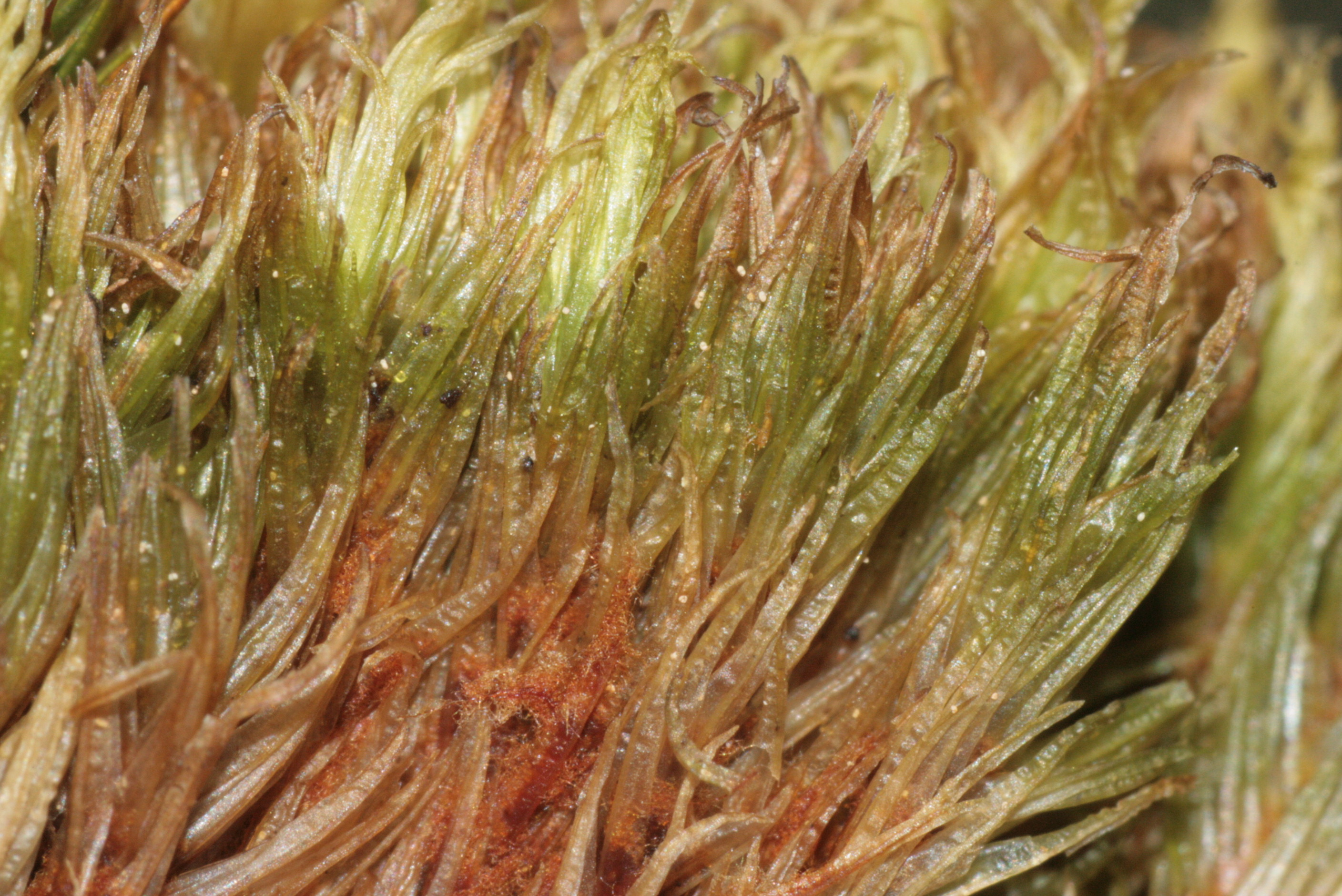
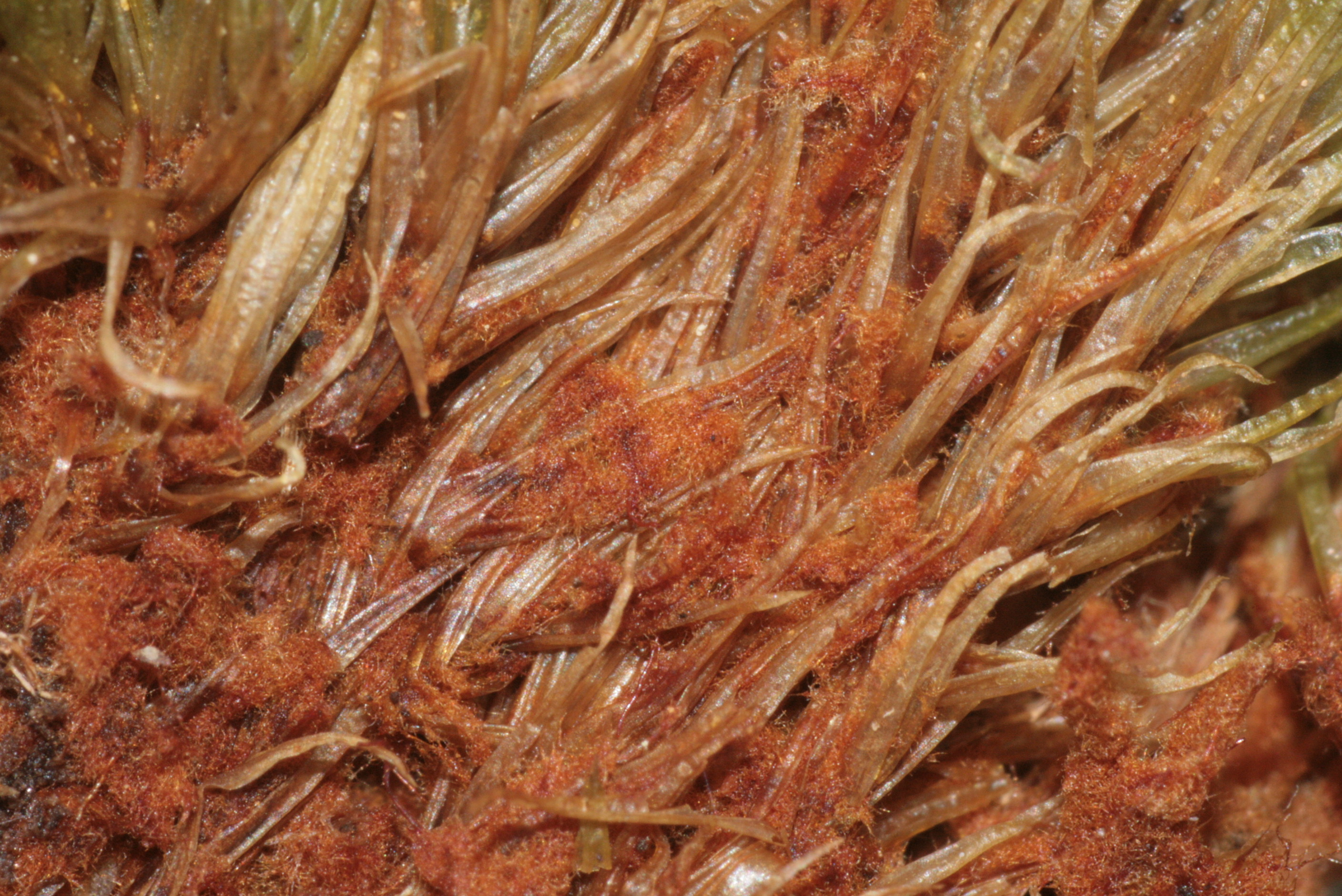
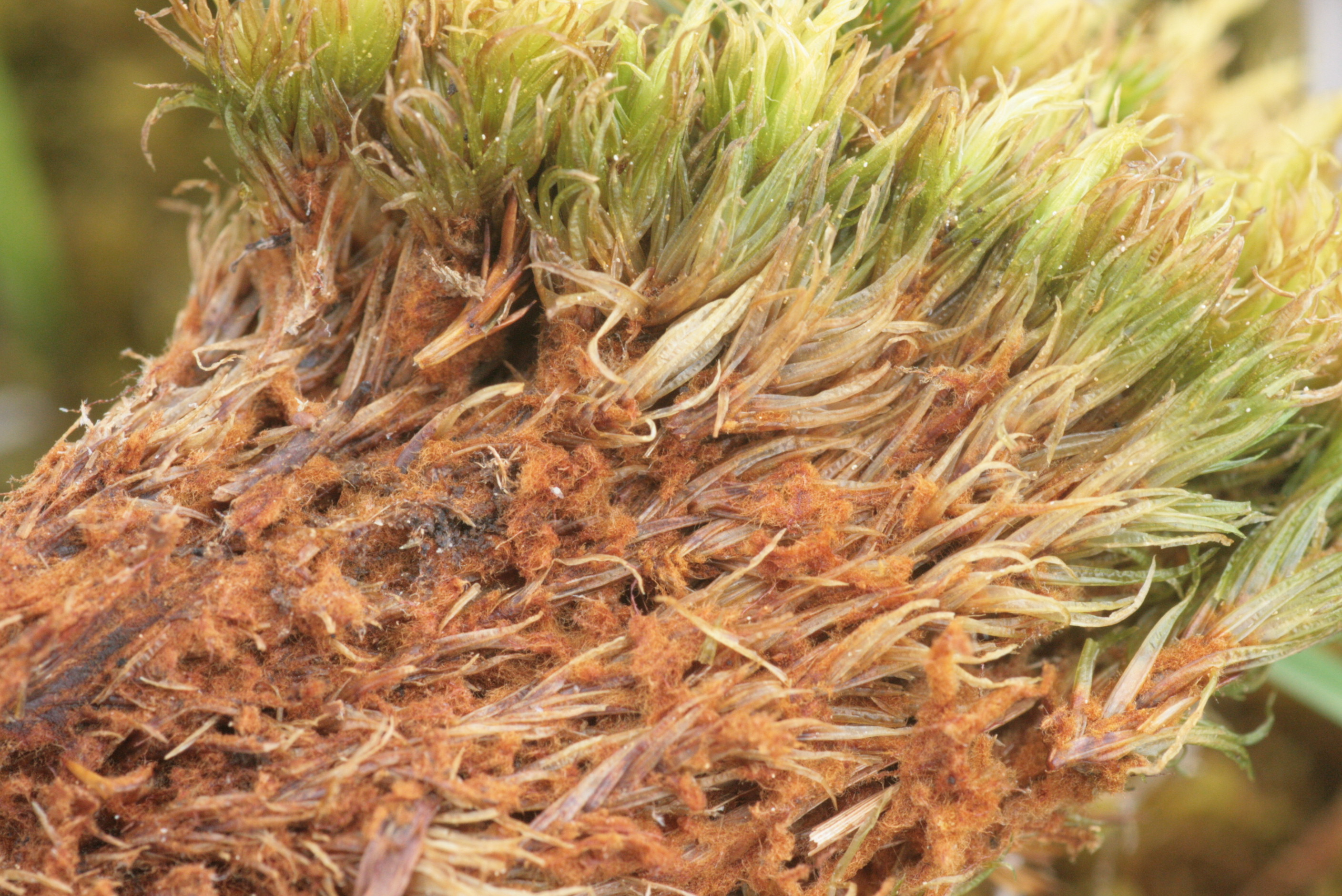